# VALUESTAR

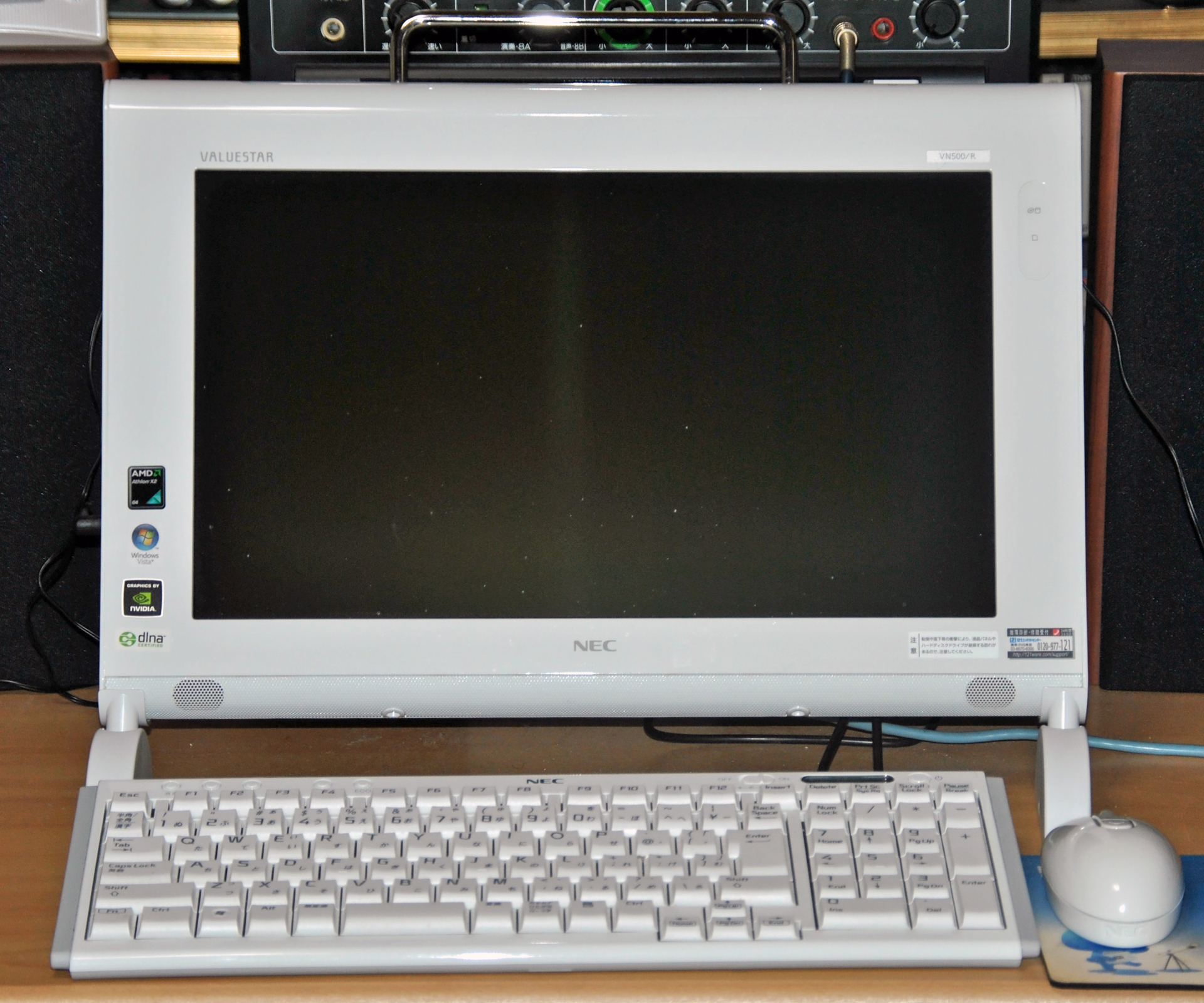
VALUESTAR N

VALUESTAR（バリュースター）は、かつて日本電気 (NEC) が発売していたデスクトップパソコンのブランド。
企画・開発・製造はNECの関連会社であるNECパーソナルコンピュータ（2011年7月にNECパーソナルプロダクツのパソコン部門を分社化して設立。レノボとの合弁会社であるLenovo NEC Holdings B.Vの完全子会社）が行っていた。2004年春モデル（2004年1月発売）で発売以来初めてブランドロゴが変更されて2代目に移行した（ノートパソコンの「LaVie」も同時にブランドロゴを変更して2代目となった）。

## 概要

### PC-9821（Vシリーズ）
PC-9821シリーズの個人・家庭・スモールオフィス向けモデル。1995年11月23日にWindows 95（日本語版）の登場を機に、「98MATE ValueStar」（PC-9821Vシリーズ）として発売。従来のPC-9821シリーズとは異なり、Officeソフト含め多くのアプリケーションソフトをプリインストールしているのが特徴。これは当時同コンセプトでヒットした富士通のFMVへ対抗措置として企画されたものである。本体の機能的には当時の主力機種であった98MATE（PC-9821Xシリーズ）に近いが、価格を抑えてある関係でグラフィックチップは安価なものを採用し、拡張スロット数も少ないなど、機能的に制限されていた。また、個人・家庭向けでも98MULTi CanBe（PC-9821Cシリーズ）が別に存在し、ValueStarの発売後も98MULTIは多機能なマルチメディアPCとして明確な区分けがなされていた。
当初は亜流的な位置づけの製品であったが、コンセプトが広く受け入れられたため、やがてPC-9821デスクトップ機の主力製品となった。後期には98MULTiの機能も取り込んで、マルチメディア機能も重視するようになり、タワー型の製品も登場して、初期のように安価だが機能が制限されている、といった傾向は薄まった。
1997年のPC98-NXシリーズ誕生とともに、大幅にラインナップが整理され、PC-9821V233を最後にPC-9821のValueStarは終息した。

### 98NX（VALUESTAR-NX）
1997年のPC98-NXシリーズ誕生とともに現在のPC/AT互換機の仕様（VALUESTAR-NX）になった。
当初ロードマップで想定されたものの実際に発売されなかったCanbe NX（TVチューナー内蔵。PC-9821シリーズでは一部の機種を除きディスプレイ一体型）や、初期に数機種が発売された程度で終わったCEREB NX（マルチメディア対応）も最終的に包含されることになった。
国内で販売するNEC製パーソナル用のデスクトップは商品名をVALUESTARとして統一している。タワー型だけでなく横置きのデスクトップ型も製造されたが、後にデスクトップ型は廃止となった。RシリーズやUシリーズのようなATX規格の機種を除いてオリジナル筐体が多い。
「縦置きのミニタワー型」（正確にはマイクロタワー型）というスタイルを一般的にしたのは1998年に登場したVALUESTAR NX（当時の型番のPC-VC型とPC-VE型がこのスタイルであった）であり、当時はそのスリムな本体が注目を集めた。その後、具体的にモデルの差を表すため、VALUESTARの後ろのNXの代わりにCやTといったアルファベットが付けられるようになった。ちなみに、2004年夏モデルまでのLシリーズにはマイクロタワー型のVALUESTAR NXの面影があったが、LシリーズがTシリーズを吸収し、デザインも大きく変更されたため、今はその面影を見ることは出来ない。
最近では3D映像(3次元映像)の視聴に対応した機種もあり、TVチューナー(デジタルチューナー)搭載機ではリモコンを使用し、テレビやDVDと同じ感覚でストリーミング放送を視聴できた。

### LAVIEへのブランド統合
2015年春モデルで従前からノートパソコンのブランド名として発売されていた「LaVie」がデスクトップ型を含めたすべての個人向けパソコンのブランド名として再定義され、2014年秋冬モデルまで発売されていた「VALUESTAR」は「LaVie」に吸収統合され、「98MATE VALUESTAR」から続いた「VALUESTAR」のブランド名は20年で終息した。なお、2015年春モデルから「VALUESTAR」で発売されていたデスクトップ型パソコンは「LAVIE Desk All-in-one（旧「VALUESTAR S」・「VALUESTAR N」）」と「LAVIE Desk Tower（旧「VALUESTAR L」）」にそれぞれブランド・シリーズ名を変えて販売される。

## ラインナップ一覧
VALUESTARの機種一覧を参照